# Marie-Joseph Charles des Acres de L'Aigle
Pour les autres membres de la famille, voir Famille des Acres.
Le marquis Marie-Joseph Charles des Acres de L'Aigle est un homme politique français, né le 7 novembre 1875 à Paris (8e arrondissement) et mort le 11 septembre 1935 à Neuilly-sur-Seine.

## Biographie
Fils du comte Robert des Acres de L'Aigle, député de l'Oise, et de Louise Greffulhe, il est issu de la famille des Acres. Il est aussi le petit-fils du comte Charles Greffulhe
Le marquis de l'Aigle est élu conseiller municipal de Rethondes (Oise) en 1904, puis maire de cette commune, à proximité de laquelle fut signé l'armistice de 1918, de 1908 à sa mort.
Conseiller d'arrondissement en 1909, puis conseiller général de l'Oise pour le canton de Ribécourt, il est élu député de l'Oise en 1932, et siège à droite de l'hémicycle, au sein du groupe du Centre républicain. Il siège à la commission des affaires étrangères et à celle des régions libérées.
Il meurt après seulement trois ans de mandat.
Sa famille fut propriétaire d'un grand équipage de chasse à courre : l'équipage du Francport qui chassa de 1790 à 1914.

### Distinction
- Chevalier de la Légion d'honneur (1923)[3]

### Mariage et descendance
Il épouse à Paris les 22 et 23 avril 1902 Angélique Elisabeth de Colbert (Versailles, 19 mars 1880 - Paris 16e, 29 janvier 1939), fille de Pierre Émile Arnaud Édouard de Colbert-Chabannais, général, commandeur de la Légion d'honneur, et de Marie de Berckeim. Dont trois filles :
- Marie des Acres de L'Aigle (1906-1991), mariée en 1925 avec Philippe de La Cour, marquis de Balleroy, puis en 1955 avec Maurice Noël. Dont postérité éteinte ;
- Louise des Acres de L'Aigle (1907-1986), mariée en 1938 avec Roger Loppin de Montmort, marquis de Montmort (1903-1975), dont postérité ;
- Henriette des Acres de L'Aigle (1910-2001), mariée en 1931 avec le comte Michel de Grammont de Crillon (1901-1972), dont postérité[4].

## Sources
- « Marie-Joseph Charles des Acres de L'Aigle », dans le Dictionnaire des parlementaires français (1889-1940), sous la direction de Jean Jolly, PUF, 1960 [détail de l’édition]
- Deux siècles de vènerie  T 1 Tollu & Tremblot de La Croix p 3